# Campaña del cruce del Yangtsé
La campaña del cruce del Yangtzé (en chino simplificado, 渡江战役) fue una campaña militar llevada a cabo por el Ejército Popular de Liberación para cruzar el río Yangtsé y capturar Nankín, la capital del gobierno nacionalista del Kuomintang, en la etapa final de la guerra civil china. La campaña comenzó en la noche del 20 de abril y duró hasta el 2 de junio de 1949, concluyendo después de la caída de Nankín y Shanghái ante las fuerzas comunistas.

## Antecedentes
Entre finales de 1948 y principios de 1949, el gobierno nacionalista sufrió derrotas consecutivas contra las tropas comunistas en las campañas de Liaoshen, Huaihai y Pingjin. El 21 de enero de 1949, Chiang Kai-shek dimitió como presidente de la República de China y fue sustituido por Li Zongren. En esa época, la primavera de 1949, el área al norte del río Yangtsé estaba firmemente bajo el control de los comunistas. En la segunda sesión plenaria del VII Comité Central del Partido Comunista Chino (1949), las fuerzas comunistas pasaron a llamarse Ejército Popular de Liberación (EPL) como parte de los esfuerzos de reorganización en preparación para las campañas en el sur de China.
En abril de 1949, representantes de ambos bandos se reunieron en Pekín e intentaron negociar un alto el fuego. Mientras las negociaciones estaban en curso, los comunistas estaban realizando activamente maniobras militares, trasladando el Segundo, Tercer y Cuarto Ejército de Campaña al norte del Yangtzé en preparación para la campaña, presionando al gobierno nacionalista para que hiciera más concesiones. Las defensas nacionalistas a lo largo del Yangtzé estaban dirigidas por Tang Enbo y 450 000 hombres, responsables de la defensa de las provincias de Jiangsu, Zhejiang y Jiangxi, mientras que Bai Chongxi estaba a cargo de 250 000 hombres, defendiendo la parte del Yangtzé que se extendía desde Hukou hasta Yichang.
La delegación comunista finalmente entregó un ultimátum al gobierno nacionalista. Después de que la delegación nacionalista recibiera instrucciones de rechazar el acuerdo de alto el fuego el 20 de abril, el EPL comenzó a cruzar gradualmente el río Yangtzé esa misma noche, lanzando un asalto total contra las posiciones nacionalistas frente al río y se dispusieron a invadir el sur de China.

## La campaña
Entre el 20 y el 21 de abril, 300.000 hombres del EPL cruzaron de norte a sur la orilla del río Yangtzé. Tanto la Segunda Flota de la Armada de la República de China como la fortaleza nacionalista en Jiāngyīn pronto cambiaron de bando y se pasaron a los comunistas, lo que permitió al EPL penetrar a través de las débiles defensas nacionalistas a lo largo del Yangtzé. Cuando el EPL comenzó a desembarcar en el lado sur del Yangtzé el 22 de abril y a asegurar las cabezas de playa, las líneas de defensa nacionalistas comenzaron a desintegrarse rápidamente. Como Nankín (la capital nacionalista) estaba ahora directamente amenazada, Chiang ordenó una política de tierra quemada mientras las fuerzas nacionalistas se retiraban hacia Hangzhou y Shanghái. El EPL irrumpió en la provincia de Jiangsu, capturando Danyang, Changzhou y Wuxi. Mientras las fuerzas nacionalistas continuaban retirándose, el EPL pudo capturar Nankín el 23 de abril sin encontrar mucha resistencia. El gobierno nacionalista de Chiang se dirigió al sur a Cantón, donde estableció su capital.

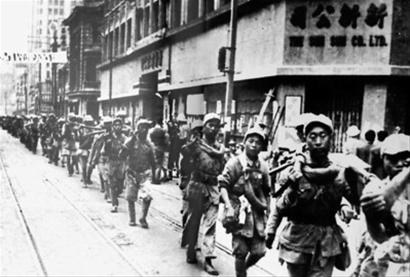
Tropas del Ejército Popular de Liberación entrando en Shanghái, el 25 de mayo de 1949.

Mientras tanto, el HMS Amethyst de la Marina Real Británica entró en la refriega y fue atacado por la artillería del EPL. Pronto recibió el apoyo de los buques HMS London, Consort y Black Swan. Después de una serie de duelos de artillería y negociaciones, el Amethyst logró escapar.
El 27 de abril, el EPL capturó Suzhou, amenazando a Shanghái. Mientras tanto, las fuerzas comunistas del oeste comenzaron a atacar posiciones nacionalistas en Nanchang y Wuhan. A finales de mayo, las localidades de Nanchang, Wuchang y Hanyang estaban todas bajo control de los comunistas. El EPL continuó avanzando por la provincia de Zhejiang y lanzó la Campaña de Shanghái el 12 de mayo. El centro de la ciudad de Shanghái cayó en manos de los comunistas el 27 de mayo y la isla Chongming el 2 de junio, controlando toda la provincia de Zhejiang, lo que marcó el final de la campaña.

## Legado
Después de la exitosa conclusión de la campaña, el presidente Mao escribió un poema al que desde entonces se le ha puesto música y sigue siendo popular en toda China continental.

| 鍾山風雨起蒼黃， 百萬雄師過大江。 虎踞龍盤今勝昔， 天翻地覆慨而慷。 宜將剩勇追窮寇， 不可沽名學霸王。 天若有情天亦老， 人間正道是滄桑。 | El viento aúlla y la lluvia cae sobre Bell Hills en el crepúsculo, Un millón de valientes guerreros cruzarán el río esta noche. ¡Como un tigre agazapado y un dragón enroscado, eclipsamos nuestro glorioso pasado! Mientras el cielo gira y la tierra se agita, ¡el mundo por fin está patas arriba! ¡Escuchar con atención! Cruzamos, perseguimos a nuestros enemigos que huyen ante nuestro avance, No seremos el mono coronado, ni una sola posibilidad. ¡Si los Cielos de arriba tuvieran Corazón y Alma, entonces el Cielo mismo envejecerá! En los mares azules y los campos de moreras, la humanidad ha pasado página. |
En 1954, Tang Xiaodan dirigió la película Reconocimiento a través del Yangtzé (渡江侦察记) protagonizada por Sun Daolin. Basado en las hazañas del oficial del Ejército Popular de Liberación Xiong Zhaoren y su unidad, glorifica la victoria de los comunistas en la campaña. La película fue un gran éxito en China, ganó el premio a la Mejor Película del Ministerio de Cultura en 1957 y fue rehecha en color durante la Revolución Cultural.